# Habsburg–Toscanai Lujza Antonietta főhercegnő
Habsburg–Toscanai Lujza Antonietta Mária (Luise Antoinette Maria Theresia Josepha Johanna Leopoldine Caroline Ferdinande Alice Ernestine von Österreich–Toskana) (Salzburg, 1870. december 2. – Brüsszel, 1947. március 23.); a Habsburg–Lotaringiai-ház toszkánai ágából származó osztrák főhercegnő, magyar és cseh királyi hercegnő, IV. Ferdinánd toszkánai nagyherceg legidősebb leánya. Frigyes Ágost János szász királyi herceggel kötött házassága révén 1894-től szász királyi hercegné, 1902-től a Szász Királyság koronahercegnéje. 1903-ban komoly nyilvános botrányt okozva megszökött családjától, elvált férjétől, és d’Ysette márkiné, majd Montignoso grófné néven szeretőivel élt külföldön. 1907-ben férjhez ment egy polgári származású zenészhez, akitől 1912-ben szintén elvált.

## Élete

### Származása, testvérei
Édesapja a Habsburg–Lotaringiai-ház toszkánai ágából származó IV. Ferdinánd címzetes toszkánai nagyherceg (1835–1908) volt, II. Lipót toszkánai nagyhercegnek (1797–1870) és második feleségének, a nápolyi Bourbon (Borbone) házból való Mária Antónia nápoly–szicíliai királyi hercegnőnek (1814–1898) legidősebb fia.
Édesanyja Ferdinánd nagyherceg második felesége, a Bourbon-házból származó Aliz Bourbon–parmai hercegnő (1849–1935) volt, III. Károly parmai herceg és Lujza Mária Terézia francia királyi hercegnő leánya, X. Károly király unokája, Zita Bourbon–parmai hercegnő (a későbbi császárné és királyné) nagynénje.
Szülei házasságából tíz gyermek született, Habsburg–Toscanai főhercegek és főhercegnők, köztük Lujza Antonietta volt a legidősebb leány:
1. Lipót Ferdinánd Szalvátor főherceg (1868–1935), későbbi polgári nevén Leopold Wölfling,
2. Lujza Antonietta főhercegnő (1870–1947), III. Frigyes Ágost szász király (1865–1932) felesége.
3. József Ferdinánd Szalvátor főherceg (1872–1942), császári és királyi vezérezredes, első világháborús hadseregparancsnok.
4. Péter Ferdinánd Szalvátor főherceg (1874–1948), aki II. Ferenc nápoly–szicíliai király unokahúgát, Mária Krisztina Karolina hercegnőt (1877–1947) vette feleségül.
5. Henrik Ferdinánd Szalvátor főherceg (1878–1969), cs. és kir. vezérőrnagy, aki 1919-ben a polgári származású Maria Karoline Ludeschert vette feleségül.
6. Anna Mária Terézia főhercegnő (1879–1961), aki 1901-ben Johannes zu Hohenlohe–Bartenstein und Jagstberg német herceghez (1863–1921) ment feleségül.
7. Margit Mária Albertina főhercegnő (1881–1965)
8. Germána Mária Terézia főhercegnő (1884–1955)
9. Róbert Szalvátor főherceg (1885–1895)
10. Ágnes Mária Terézia főhercegnő (1891–1945)

Apja, IV. Ferdinánd toszkána utolsó címzetes nagyhercege az 1859-es szárd–francia–osztrák háború óta emigrációban élt, országát 1861-ben az új Olasz Királyság bekebelezte. Gyermekei, így Lujza Antonietta is Salzburgban születtek.

### Első házassága, gyermekei

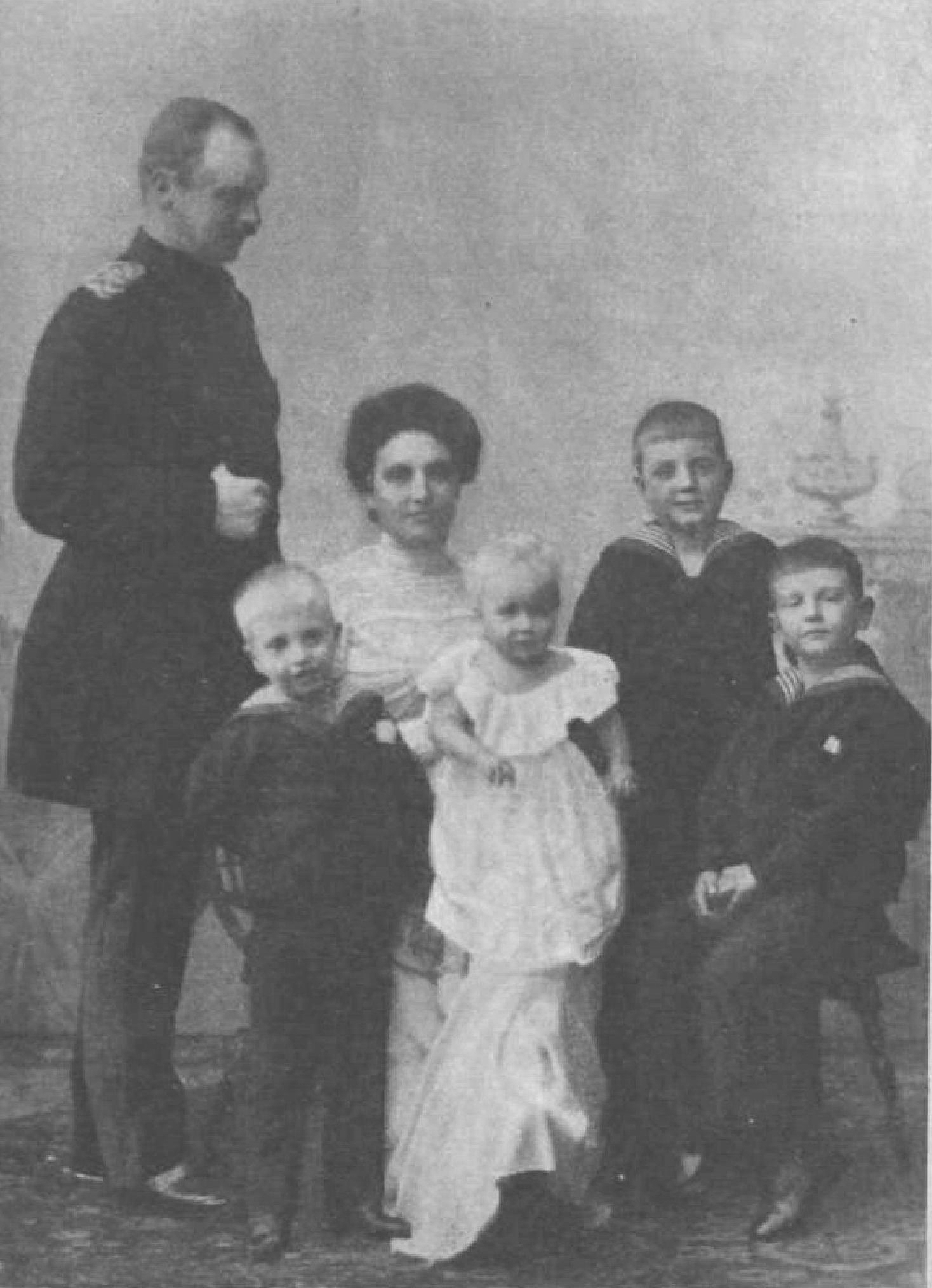
A koronaherceg és családja 1901-ben

Már 18 éves korában férjhez akarták adni. A Wettin-házból és a Szász–Coburg–Gothai-házból több jelölt is versengett kezéért, de sem Peter von Sachsen–Coburg herceg (Brazília császárának nagybátyja), sem Ferdinánd herceg, a későbbi bolgár cár nem nyerte meg az elkényeztetett főhercegnő tetszését.
20 éves korában, 1890-ben megismerkedett a Wettin-házból származó, 35 éves Frigyes Ágost János szász királyi herceggel (1865–1932), György koronaherceg (1832–1904) és Mária Anna portugál infánsnő (1843–1884) legidősebb fiával, a Szász Királyság jövendő trónörökösével, akinek jó esélye volt a királyi trónra, mert az uralkodó I. Albert királynak, György herceg bátyjának nem voltak gyermekei, így Lujza Antonietta jövendő apósa és férje voltak a trón várományosai.
1891. november 21-én Lujza Antonietta főhercegnő Bécsben feleségül ment Frigyes Ágost szász királyi herceghez, a vőlegény 20 000 német aranymárka jegyajándékot adott. A férjénél 15 évvel fiatalabb Lujza Antonietta főhercegnő beváltotta a szász királyi család elvárásait, és a következő években 7 gyermeket szült férjének:
- Frigyes Ágost György koronaherceg (Friedrich August Georg von Sachsen, 1893–1943), jezsuita pap.
- Frigyes Keresztély herceg (Friedrich Christian von Sachsen, 1893–1968), 1932-től haláláig a Wettin-ház Albert-ágának feje.
- Ernő Henrik herceg (Ernst Heinrich von Sachsen, 1896–1971), 1923–1945-ig az Albert-ág vagyonának kezelője, 1921-ben Sophie von Luxemburg hercegnőt (1902–1941), majd 1947-ben Gina Dulon színésznőt (1910–2002) vette feleségül.
- Maria Alix Carola hercegnő (*/† 1898), születésekor meghalt.
- Margit Karola Vilhelmina hercegnő (1900–1962), aki 1920-ban Friedrich von Hohenzollern porosz herceghez (1891–1965) ment feleségül.
- Mária Aliz (Alix) Luitpolda (1901–1990), aki 1921-ben Franz Joseph von Hohenzollern porosz herceg felesége lett.
- Anna Mónika Pia (1903-1976), 1924-től József Ferenc főherceg felesége.

1902-ben az öreg Albert király elhunyt, és Lujza Antonietta (szintén nem fiatal) apósa lépett a trónra, I. György király néven. Lujza férje a Szász Királyság trónörökösévé, ő maga koronahercegnévé (Kronprinzessin von Sachsen) lépett elő.

### Szászország koronahercegnéje
Lujza Antonietta a legjobb úton volt, hogy egyszer Szászország köztiszteletben álló királynéjává váljék. A könnyed, olaszos környezetből származó hercegné azonban nehezen fogadta el a szigorú udvari etikettet. Nem tudott kijönni férjének családjával sem. Különösen rossz viszonyban állt sógornőjével, a nehéz természetű Matilda királyi hercegnővel (1863–1933), férjének legidősebb nővérével, aki több visszautasítás után pártában maradt, és megkeserítette környezetének életét. Ugyanakkor Lujza Antonietta természetessége és életvidámsága, valamint az őt körülvevő gyermeksereg igen népszerűvé tette őt az alattvalók körében. Ez viszont ellenszenvet és gyanút ébresztett György királyban és belügyminiszterében, Metzsch-Reichenbach grófban. A hercegnének egyre súlyosabb udvari intrikákkal kellett szembesülnie.
Pletykák keltek szárnyra, miszerint a hercegné viszonyt folytat fogorvosával, Dr. O’Briannel és gyermekeinek nyelvtanárával, a belga André Gironnal. A hercegné pánikba esett, figyelmeztető táviratot küldött Gironnak, ezt azonban a német titkosrendőrség elfogta, és mindenki megdöbbenésére kiderült, hogy Lujzának valóban viszonya van a nyelvtanárral.

### Erkölcsbotrány

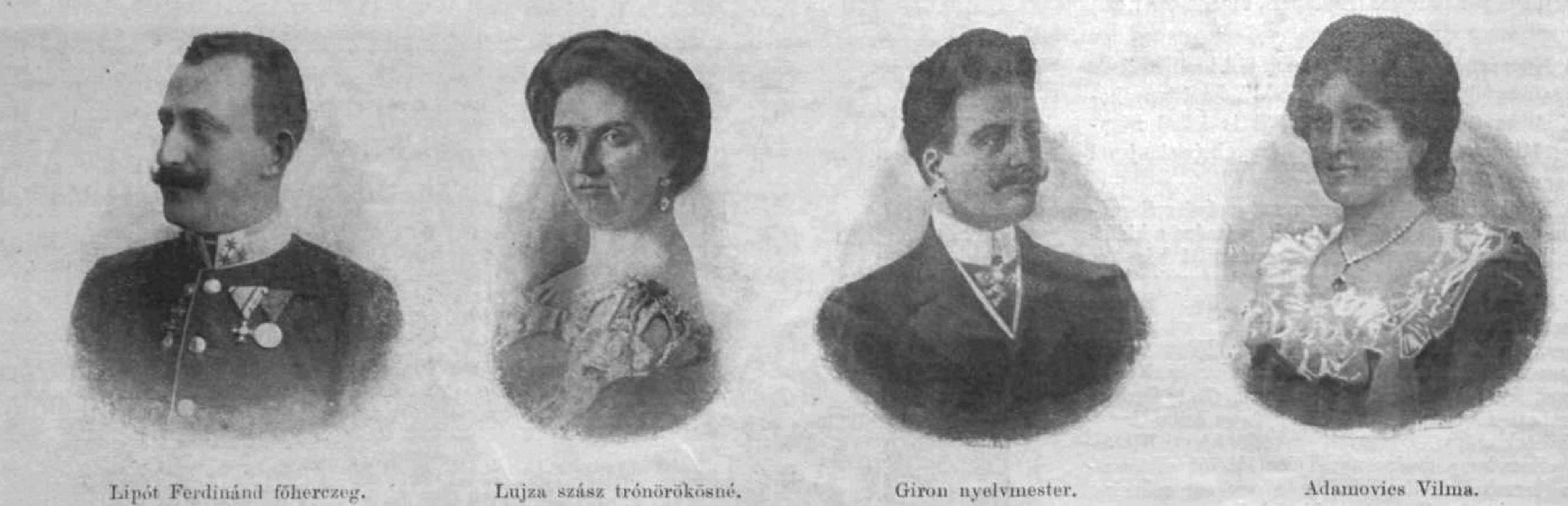
Az erkölcsbotrány szereplői

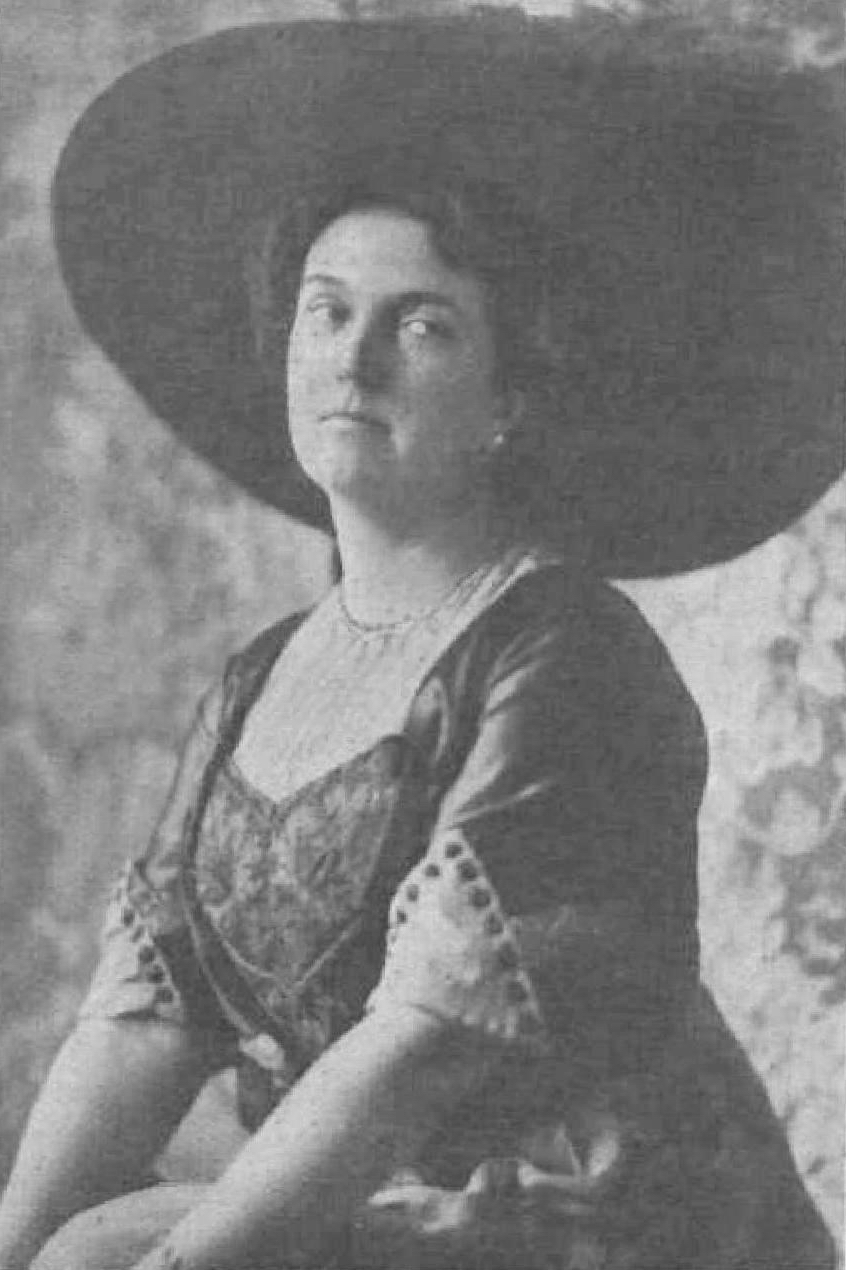
A császári családból botrányos körülmények között kivált hercegnő, immáron Tosellinéként

1902 végén Lujza Antonietta hercegné már hetedik gyermekével volt várandós. Két komornájának, Sidonie-nak és Mariának, (Eduard Beeger udvari főépítész leányainak) kíséretében december 9-én elutazott Drezdából a Genfi-tóhoz.
A drezdai udvarban úgy tudták, a koronahercegné pihenés céljából utazik el, ő azonban szeretőjével, André Gironnal akart találkozni. Segítséget kapott saját bátyjától, Lipót Ferdinánd Szalvátor főhercegtől, a család fekete bárányától, aki ekkor már eldöntötte, kilép a Habsburg-házból, hogy feleségül vehesse a polgári származású Wilhelmine Adamovicot, ehhez felvette a Leopold Wölfling polgári nevet. A nyelvtanár, aki Lipót Ferdinánd Szalvátoron keresztül tartott kapcsolatot a főhercegnővel, hamis híradással elterelte a rendőrség figyelmét, mintha Genf helyett Brüsszelbe akartak volna utazni. Genfben találkoztak, a hercegné tudatta Gironnal, hogy valószínűleg tőle esett teherbe. A svájci rendőrség és a sajtó néhány nap múlva felfedezte a főhercegi testvérpár és Girón tartózkodási helyét, a nyilvános botrány elkerülhetetlenné vált.
A német arisztokrácia első modern kori nagy erkölcsbotránya éppen a szigorúan katolikus szász uralkodócsaládot érintette. A német államok és Svájc sajtója részletesen taglalta az ügyet. A konzervatív sajtó és az arisztokrata szalonok egyöntetűen elítélték az öt (élő) gyermekét és királyi férjét hátrahagyó, közrendű személlyel összeálló hercegné viselkedését.
György király azonnal intézkedett. 1902. december 31-én különleges bíróság felállítását rendelte el, amely 1903. február 11-én kimondta a házasság felbontását. Még Frigyes Ágostot, a közvetlenül sújtott családapát sem hallgatták ki. A válás kimondásáig Lujza Antonietta zavartalanul élt Genfben a szeretőjével, André Gironnal. Még a látszatra sem ügyeltek, többször is nyilvánosan együtt mutatkoztak. Néhány nappal a válás kimondása előtt azonban kapcsolatuk ismeretlen okból megszakadt, Giron elutazott Genfből.
1903. május 4-én Lindauban megszületett Lujza Antonietta hetedik gyermeke, Anna Mónika Pia. A szász királyi udvar a drezdai szülészeti klinika professzor–igazgatóját küldte ki, hogy állapítsa meg a gyermek apjának kilétét. Dr. Leopold az újszülött testi jegyeiből kifejezetten Frigyes Ágost koronaherceg apaságára következtetett. A királyi udvar az újszülöttet elismerte szász királyi vérből született hercegnőnek.
György király az ex-koronahercegnének a „Montignoso grófnő” címet és nagyvonalú kegydíjat (apanázst) adott. Ennek feltételeként azt követelte, hogy a hetedikként született gyermeknek is a drezdai királyi udvarban kell laknia és nevelkednie, testvéreivel együtt. Ebbe Lujza Antonietta semmiképpen nem akart beleegyezni, a gyermek átadását minden eszközzel akadályozta és késleltette.
I. Ferenc József császár, a Habsburg–Lotaringiai-ház feje súlyosan elítélte a főhercegnő viselkedését, de sohasem ismerte el érvényesnek a válást. György király 1904. október 15-én meghalt, de még halálos ágyán megígértette fiával, Frigyes Ágosttal, hogy Lujza Antoniettát soha többé nem engedi visszatérni a drezdai királyi udvarba.

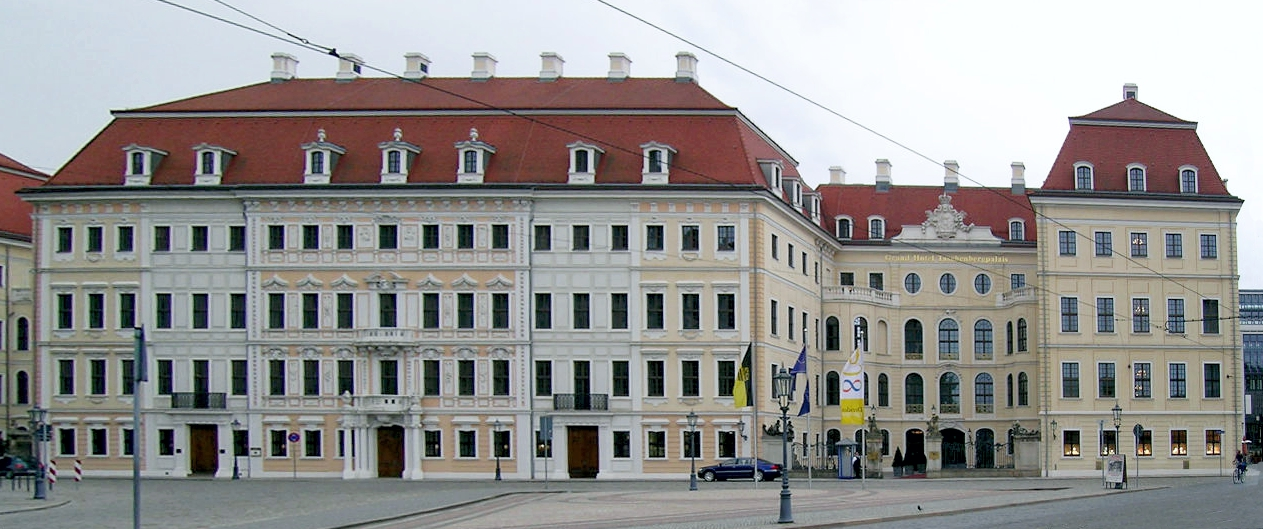
A drezdai Taschenberg-palota.

### Számkivetésben
Lujza exhercegné először Lyon mellett, a Ramo kastélyban élt, majd 1903-tól Wight szigetén, a Ventnor kastélyban. 1904-ben átköltözött a Boden-tó svájci oldalára, Rorschacherbergbe, a családja tulajdonában álló Wartegg kastélyba, majd onnan tovább Firenzébe. 1904. december 21-én megpróbált bejutni a drezdai Taschenberg palotába, hogy gyermekeit viszontláthassa, de a rendőrség körülvette az épületet, és nem engedték be. Megütközést keltett, hogy az exhercegné új szeretőjével, Carlo Guiccardi gróffal együtt érkezett gyermekeit meglátogatni. (A gróf nős ember volt, bár külön élt feleségétől).
Az incidens után a szász királyi udvar úgy döntött, elveszi tőle legkisebb gyermekét, az ekkor 2 éves Anna Mónika Pia hercegnőt is. Lujza Antonietta apanázsát 30 000-ről 40 000 márkára emelték, az anya hivatalosan le is mondott leányáról, átadását azonban továbbra is megtagadta.

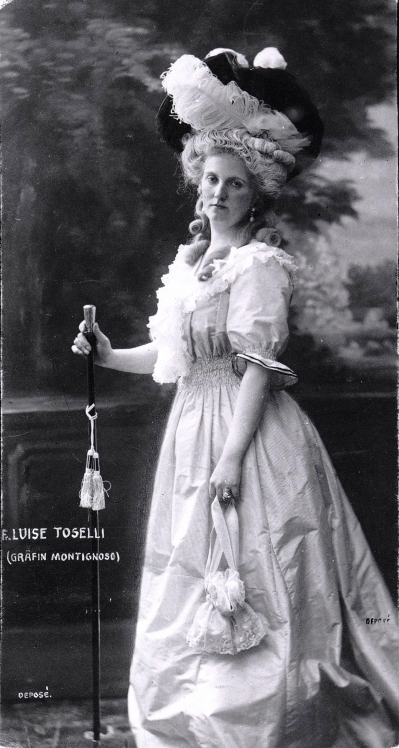
Lujza exhercegné, Marie Antoinette jelmezében.

### Második házassága
1907-ben feleségül ment egy nála 12 évvel fiatalabb olasz zeneszerzőhöz, Enrico Tosellihez, akitől hamarosan teherbe is esett. Első férje, III. Frigyes Ágost király ekkor ténylegesen visszavette tőle legkisebbik leányát, Anna Monika Pia hercegnőt is (1907. október 26-án). Ferenc József csak ekkor, 1907-ben ismerte el Lujza Antonietta első házasságának felbomlását, amikor a szökevény főhercegnő újra férjhez ment. A császár ekkor kitagadta őt a Habsburg-családból, megfosztva őt címeitől és előjogaitól.
1908-ban az exhercegné megszülte Enrico Toselli fiát, Carlo Emmanuele Filibertót (1908–1969), de a házasfelek kapcsolata ezzel meg is szakadt. Még 1908-ban különváltak, 1912-ben hivatalosan felbontották a házasságot, közös gyermekük az apához került.
Lujza Antonietta előbb különc nagybátyjához, Lajos Szalvátor főherceghez költözött Mallorcára, de aztán visszament Brüsszelbe. 1911-ben megtörte hallgatását, és kiadta emlékiratait, amelyben sorsáért elhunyt apósát, a gyermektelenül elhunyt György királyt és a szász politikusokat vádolta, akik féltékenyek voltak az ő népszerűségére, és állásukat féltették az ő királynévá válásától. Saját sorsát Marie Antoinette-hez hasonlította, aki szintén kerülte az udvari rituálékat, és gúnyt űzött azokból az udvaroncokból, akiknek állását e rituálék biztosították. Szászországból való szökését azzal indokolta, hogy irigy apósa megfenyegette, bezáratja a Sonnestein elmegyógyintézetbe.
1918 után a Habsburg-család kitagadta, nem használhatta többé születési nevét. Ezentúl Maria d’Ysette grófnőnek nevezte magát. Első férje, a mélyen katolikus III. Frigyes Ágost király nem nősült meg többé, mivel Lujza Antoniettát Isten előtt továbbra is feleségének tekintette. Az exhercegné a belga főváros Ixelles (Elsene) kertvárosában még két évtizeden át gondtalanul élhetett a szász államtól továbbra is érkező rendszeres apanázsból.

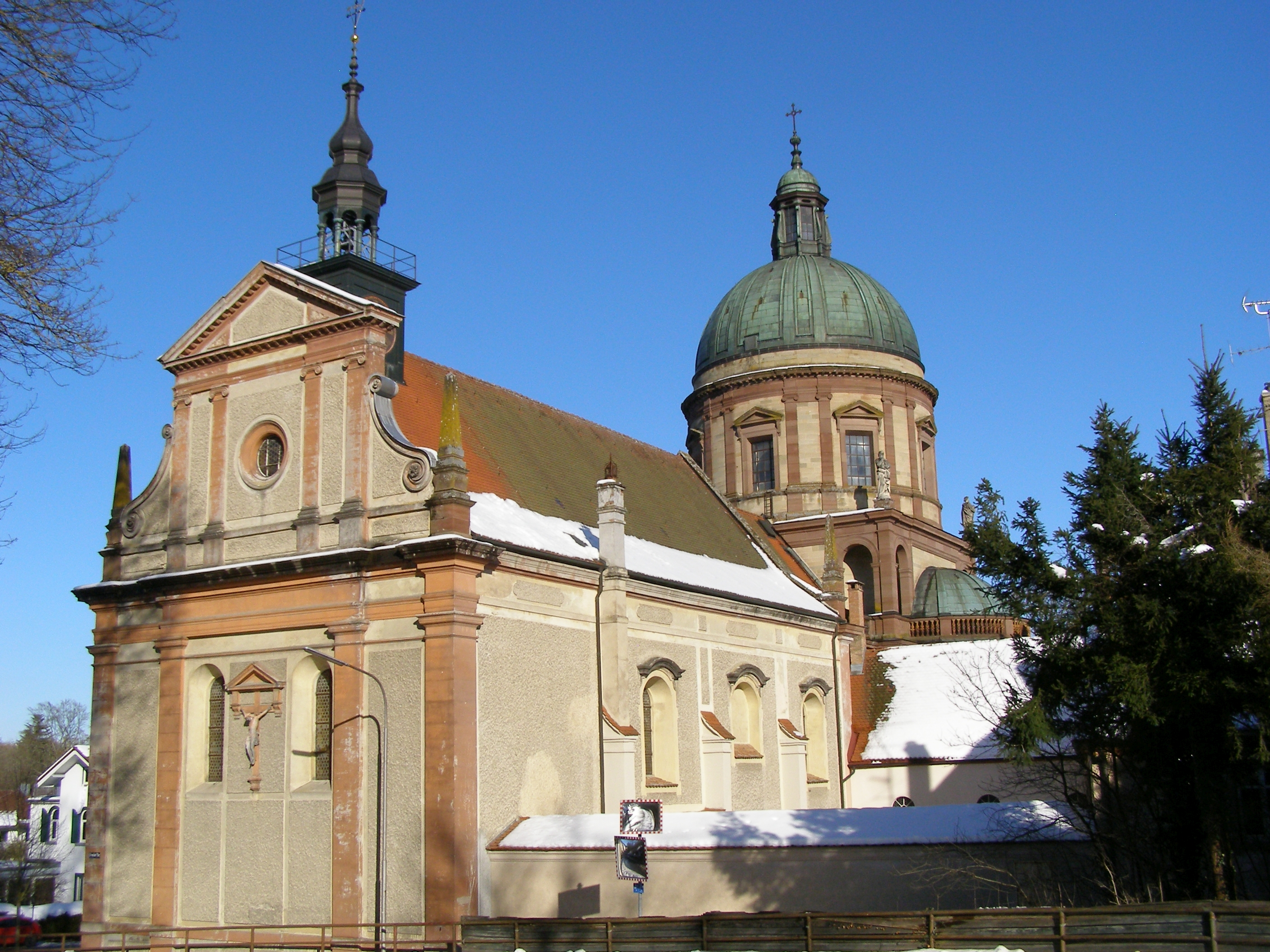
A Hedingen kolostor temploma

### Utolsó évei
1940-ben, amikor a második világháborúban a német csapatok bevonultak Belgiumba, a támogatások megszűntek. Lujza Antonietta 70 évesen a teljes pénztelenséggel nézett szembe. Gyorsan elszegényedett, utoljára virágárus asszonyként próbálta fenntartani magát. Magányosan, nagy nyomorban halt meg Brüsszelben, 1947. március 23-án. Köztemetőben, a nincstelenek soraiban földelték el. 1953-ban a Hohenzollern-család kihantoltatta, és a Hohenzollern hercegek temetkező helyén, a sigmaringeni Hedingen kolostorban helyezték örök nyugalomra. A család később idehozatta Lujza két leányát, Margit Karola és Mária Aliz hercegnőket, akik 1920-ban ill. 1921-ben a két Hohenzollern–Sigmaringen ikerfiúhoz mentek feleségül.

## Emléke
- Nevére és szülőhazájára emlékeztet néhány drezdai étterem, pl. a Luisenhof, Drezda Loschwitz negyedében, és a Café Toskana , Drezda Blasewitz negyedében, a „Blaues Wunder” becenevű Elba-híd közelében.
- Hátrahagyott levelezését és iratait a drezdai Állami Főlevéltár (Hauptstaatsarchiv Dresden) őrzi.[13]

## Művei
- Louisa of Tuscany, Ex-Crown Princess of Saxony: My own Story, London, 1911. (angolul)
- Luise von Österreich-Toskana: Mein Lebensweg, Verlag der Kunst, Dresden 2001, ISBN 3-86530-047-2. (1911-ben kiadott német nyelvű naplójának („Életutam”) új kiadása).

## További irodalom
- Gothai Almanach: Almanach de Gotha. Annuaire généalogique diplomatique et statistique, Dieterich u. a., Gotha 1.1764 – 181.1944 (1887. és 1931. évfolyamok).
- Erika Bestenreiner: Luise von Toskana. Skandal am Königshof, Piper, München 2000, ISBN 3-492-23194-2.
- Enrico Toselli: Meine Ehe mit Luise von Toscana, Basel, 1914.